# 약속
약속(約束)은 누군가가 무언가를 할 것인지, 아니면 하지 않을 것인지에 대해 미리 정하는 행위를 말한다. 맹약(盟約)이라고도 한다. 기독교에서는 선서라는 표현을 사용한다.

## 사회
사회학과 사회에서 약속은 찰스 라이트 밀스와 다른 사람들이 논한 바에 따르면 우리 사회가 우리에게 주는 사상적 인상(ideological impression)이나 책무(commitment)이자, 번영의 답례로서 우리가 사회에 행하는 책무이다. 이에 대한 최상의 예로 아메리칸 드림을 들 수 있다.

## 회맹
회맹(會盟)은 제후 혹은 그 사신이 유력자를 중심으로 서로 만나서 맹약하는 것. 회(會)라 함은 때와 장소를 미리 정하여 모이는 회합이며, 맹(盟)이라 함은 소의 왼쪽 귀를 잘라서 그 피로 조약서를 쓰고 회합한 제후가 피를 마시는 의식을 말한다. 이 회맹의 맹주를 패자(覇者)라고 한다. 회맹의 성격은 초기에는 패자가 주 왕실에 위임이 되어, 국제 친선·가족 도덕 등 중원 사회의 질서 유지에 목적이 있었지만, 차차 강자를 중심으로 하는 공수(攻守)동맹으로 변화해 갔다.

## 같이 보기
- 계약
- 거짓말